# Endemol Shine North America
Shine America é uma divisão americana da Shine Group que foi fundada em 15 de março de 2012 como uma fusão de Shine Americas, Shine USA e Reveille Productions.

## História

### Reveille Productions
Reveille foi um estúdio independente de produção para televisão e cinema e foi fundado por Ben Silverman, em março de 2002. Reveille significa "despertar" em francês.
Em 2007, Silverman aceitou o trabalho como o novo chefe de entretenimento na NBC. No entanto, devido a este acordo, ele não pode tirar partido de todos outros projectos associados à Reveille, mas continuará a trabalhar em shows antes da seu negócio com a NBC.
Em Fevereiro de 2008, foi relatado que Elisabeth Murdoch adquiriu a Reveille Productions por US$ 125 milhões.
Entre as suas produções mais recentes, encontra-se Ugly Betty e The Tudors.

## Controvérsias
Em 2005 o SBT,detentora dos direitos de exibição no país do programa O Grande Perdedor foi acusada de plágio por José Braz de Lima, criador do projeto Spa Brasil. Segundo ele a emissora teria plagiado o projeto escrito em 1998 que o autor havia enviado duas cópias das sinopses para a Rede Globo e para o SBT e recebeu reposta somente da Globo que não havia interesse no projeto.